# مفاعل ديدو
مفاعل ديدو 

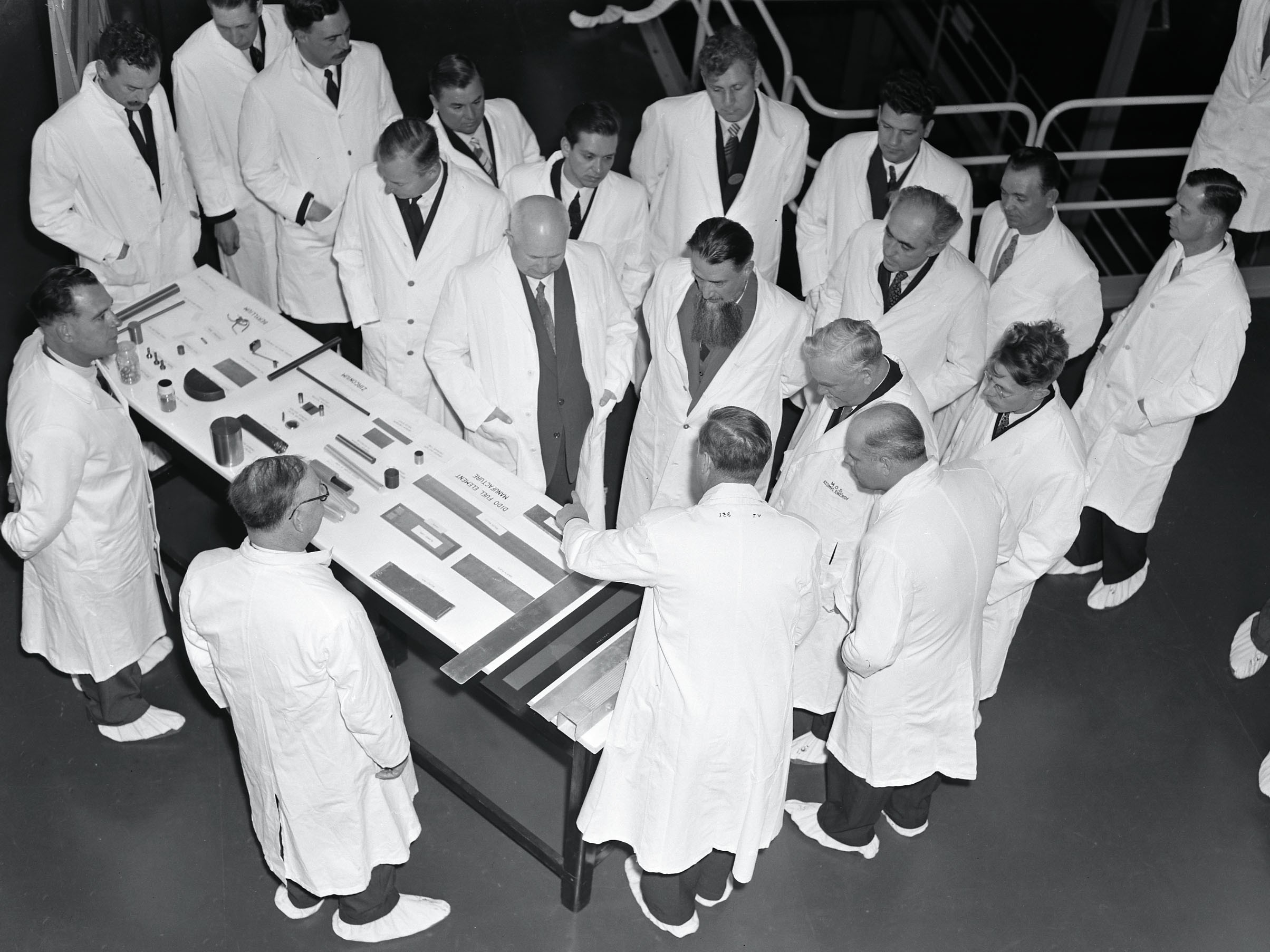
مجموعة من العلماء داخل مفاعل ديدو

DIDO هو مفاعل نووي يستخدم في فحص المواد وهو موجود في مؤسسة بحوث الطاقة الذرية في هارويل، أوكسفوردشاير، بالمملكة المتحدة. ويستخدم مفاعل ديدو وقودا من اليورانيوم المخصب مع ماء ثقيل يقوم بعمله كمهديء للنيوترونات وللتبريد الأولي. كما يوجد عاكسا للنيوترونات من الجرافيت يحيط بقلب المفاعل النووي لزيادة عدد النيوترونات في قلب المفاعل.
وكان مفاعل ديدو مصمما خصيصا لإنتاج فيض غزير من النيوترونات، هذا من أجل تقليل وقت فحص عينات من مواد كان من المخطط استخدامها في بنيات مفاعلات القوى العاملة بالطاقة النووية. كان هذا التصميم مناسبا أيضا لإنتاج فيض (شعاع) كثيف من النيوترونات تُجرى به تجارب حيود النيوترونات التي تكشف عن البنيات البلورية للمواد والعينات.
تم إغلاق مفاعل ديدو في عام 1990. ومن المنتظر أن تنتهي عمليات تفكيكة في عام 2023 حيث يُفك قلب المفاعل أيضا كليا في عام 2031، كما سيعاد موقع المفاعل وما حولة إلى حالهم قبل تشييد المفاعل وينفتح للجمهور مع حلول عام 2064 . تلك المدد الطويلة لإزالة المفاعل غرضها الانتظار حتى تنخفض شدة الإشعاع الصادرة من مواده المشعة، حتى يمكن معاملتها والتعامل معها، مثل التقطيع والفك والتعبئة في براميل وحاويات محكمة. ثم أرسالها إلى ملقى مخصوص لتلقي النفايات المشعة.

## التسمية ديدو
تتكون جزيئات الماء الثقيل من ذرتين من الديوتريوم D وذرة أكسجين O . ويكتب جزيء الماء الثيل بالصيغة الكيميائية D2O ، أو DDO . وعند النطق ننطق دي الأولى «دي»("Di") وبهذا يتكون اسم المفاعل «مفاعل ديدو» Di-DO أو DIDO .
استخدام الماء الثقيل بدلا من الماء يرجع إلى قلة امتصاص الماء الثقيل للنيوترونات بالمقارنة بامتصاص الماء للنيوترونات. علاوة على ذلك فإن جزيئات الماء الثقيل أكثر كفاءة في خفض سرعات النيوترونات عن الماء العادي؛ وهذا لازم لسير تفاعلات انشطار اليورانيوم-235 التي تتم أكثر كفاءة مع النيوترونات البطيئة والتي تسمى «نيوترونات حرارية» Thermal neutrons.

## مفاعلات من نمط ديدو
بنيت في العالم 6 مفاعلات تماثل تصميم ديدو، وانتهى عمل آخر واحد منهم في عام 2006:
- DIDO في «هارويل».
- مفاعل بلوتو PLUTO reactor وهو موجود أيضا في هارويل بالمملكة المتحدة، وكان إيصاله للحالة الحرجة (بدء عمره) في عام 1957.
- مفاعل أستراليا عالي الفيض (أستراليا), وكان أول وصول له للحالة الحرجة في عام 1958،
- مفاعل دونري لبحوث المادة Dounreay Materials Testing Reactor التابع لمؤسسة الطاقة النووية بأسكوتلندا، تم إيصاله للحالة الحرجة criticality في مايو 1958.
- مختبر ريسو الوطني DR-3 في (الدنمارك), تم وصوله للحالة الحرجة في عام 1960.[3]
- مركز أبحاث يوليش FRJ-II (ألمانيا), أول وصول للحالة الحرجة في عام 1962.

كان آخر تشغيل للمفاعل الأسترالي HIFAR في عام 2007.

## اقرأ أيضا
- مفاعل أستراليا عالي الفيض
- مفاعل نووي للأبحاث
- مفاعل نووي
- مفاعل ماجنوكس
- مفاعل الماء الخفيف
- مفاعل الماء المغلي
- مفاعل الماء المضغوط
- مفاعل بلوتو
- مفاعل جليب